# Titus Flavius Norbanus
(Titus Flavius) Norbanus est un haut chevalier romain, préfet du prétoire à la fin du règne de Domitien. Il participe probablement à la conspiration menant à l'assassinat de celui-ci.

## Biographie
On a de certitudes uniquement sur son cognomen. Si son nom complet est bien Titus Flavius Norbanus, il est apparemment un provincial qui reçoit la citoyenneté romaine sous les Flaviens. On ne sait rien de sa carrière.
Il est gouverneur de Rhétie en 89.
Il est peut-être préfet d'Égypte quelques mois fin 93 ou début 94, à la suite de Titus Petronius Secundus et avant Marcus Iunius Rufus. Il est à noter que ce soit Iulius Ursus, Laberius Maximus, Mettius Rufus ou Petronius Secundus, qui sont préfets du prétoire sous Domitien, ils ont été auparavant préfet d'Égypte. Cela ne semble pas être le cas de Cornelius Fuscus, ni de Casperius Aelianus, bien que l'on ne peut avoir de certitudes en l'absence de sources sur leurs carrières avant la préfecture du prétoire.
Norbanus est préfet du prétoire de 94 à 96, peut-être un temps avec Casperius Aelianus quelques mois en 94 avant que ce dernier ne se retire ou tombe en disgrâce, et aux côtés de Titus Petronius Secundus ensuite. Les deux préfets sont probablement impliqués dans la conspiration menant à l'assassinat de Domitien, le 18 septembre 96, soit en y prenant une part active, soit en choisissant de ne pas intervenir pour sauver l'empereur.
Après l'accession à l'Empire de Nerva, il est probablement démis de ses fonctions de préfet à l'instar de Titus Petronius Secundus, s'il est encore en vie. En 97, Nerva rappelle Casperius Aelianus à son poste, lui qui est resté très populaire parmi les prétoriens. Aelianus réclame avec ses soldats la tête des assassins de Domitien et assiège le palais impérial pour capturer les responsables de la mort du dernier des Flaviens, qui n'ont pas été condamnés par le nouvel empereur. Il réussit, malgré l'opposition de l'empereur Nerva, à faire exécuter les meurtriers, dont Petronius Secundus et probablement Norbanus.